# Harry Hillaker
Harry Hillaker (ur. 9 maja 1919 w Flint, zm. 8 lutego 2009 w Fort Worth) – główny amerykański konstruktor lotniczy w zakładach General Dynamics, uważany za jednego z "ojców" myśliwca F-16.

## Życiorys

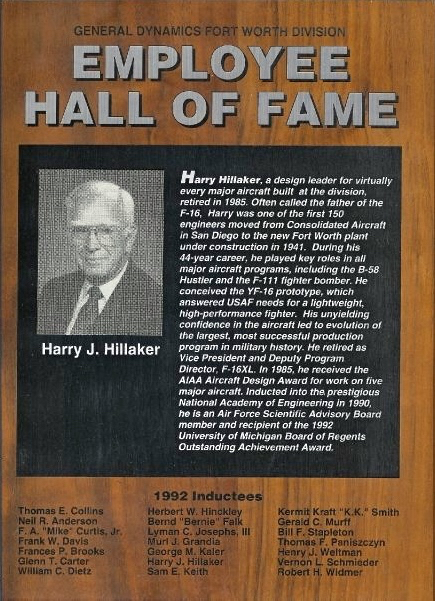
Upamiętnienie Hillakera w Galerii Sław Pracowników General Dynamics

W 1941 r. ukończył studia na uniwersytecie MIchigan-Flint na kierunku inżynieria lotnicza. W tym samym roku rozpoczął pracę w Consolidated Aircraft Corporation w San Diego. W 1942 r. współuczestniczył w realizacji projektu pierwszego międzykontynentalnego bombowca B-36. Później był konstruktorem m.in. pierwszego samolotu produkowanego seryjnie o zmiennej geometrii skrzydeł – General Dynamics F-111 oraz samolotu wielozadaniowego General Dynamics F-16 Fighting Falcon.